# La Vilueña
La Vilueña – gmina w Hiszpanii, w prowincji Saragossa, w Aragonii, o powierzchni 8,54 km². W 2016 roku gmina liczyła 100 mieszkańców.